# Pikaia
Famille
Genre
Espèce
Pikaia gracilens, unique représentant du genre Pikaia, est une espèce éteinte de chordés très primitif qui avait l'aspect d'une anguille (ou petit ver « vertébré ») de 5 à 10 centimètres de long. Il a été découvert dans les schistes de Burgess datés du Cambrien moyen, il y a environ 505 Ma (millions d'années).

## Description

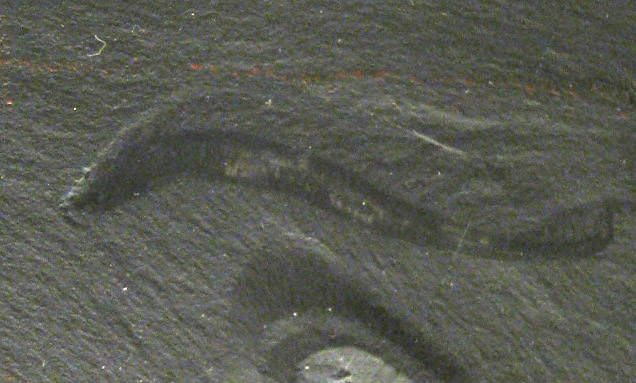
Fossile exposé au National Museum of Natural History, Washington, D.C.

La présence de myomères et surtout d'une chorde fait qu'il est parfois considéré comme le précurseur de la branche des vertébrés, même après la découverte de Haikouichthys (une espèce possiblement apparentée, découverte en 1999, sur le site de Chengjiang, datant d'il y a 530 Ma au Cambrien inférieur). Néanmoins, son caractère d'ancêtre des vertébrés n'est pas unanimement reconnu, en raison de la présence de petits tentacules, inhabituels. L'amphioxus, vivant actuellement, ressemble à Pikaia. La femelle Pikaia ressemble au mâle et au petit contrairement à certaines espèces où la femelle a une spécificité.